# Evangelische Kirche Dorlar

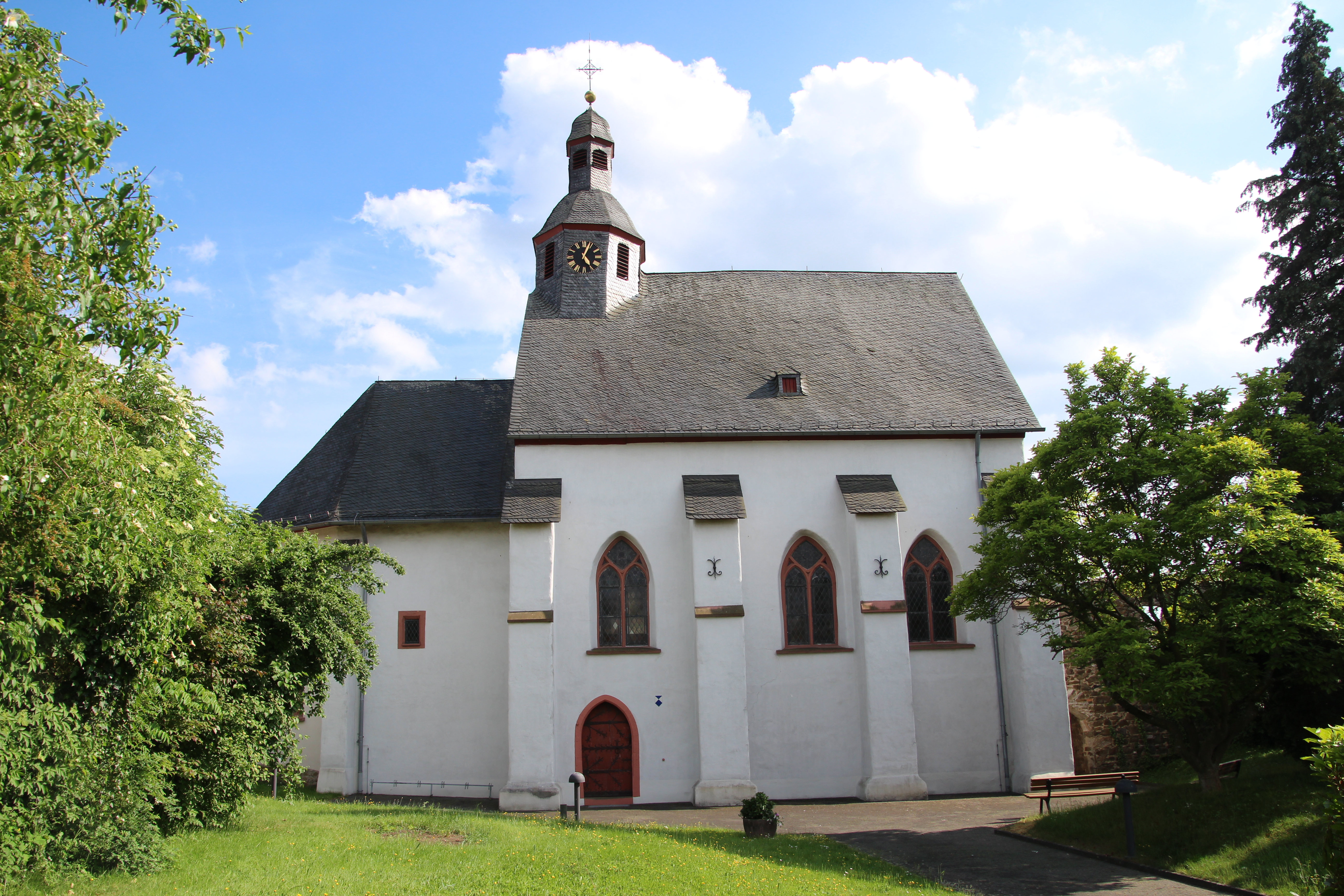
Blick von Norden

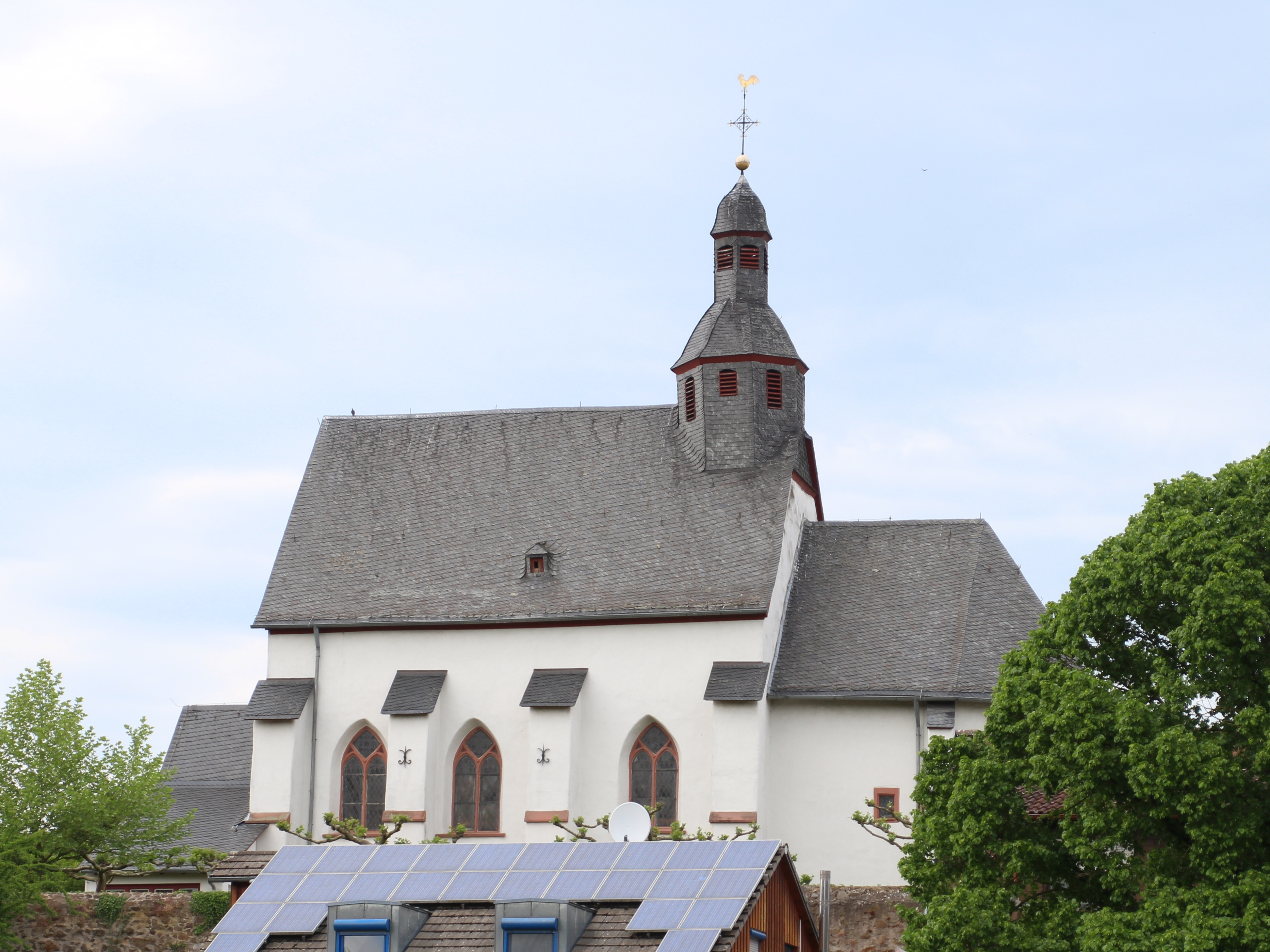
Südseite

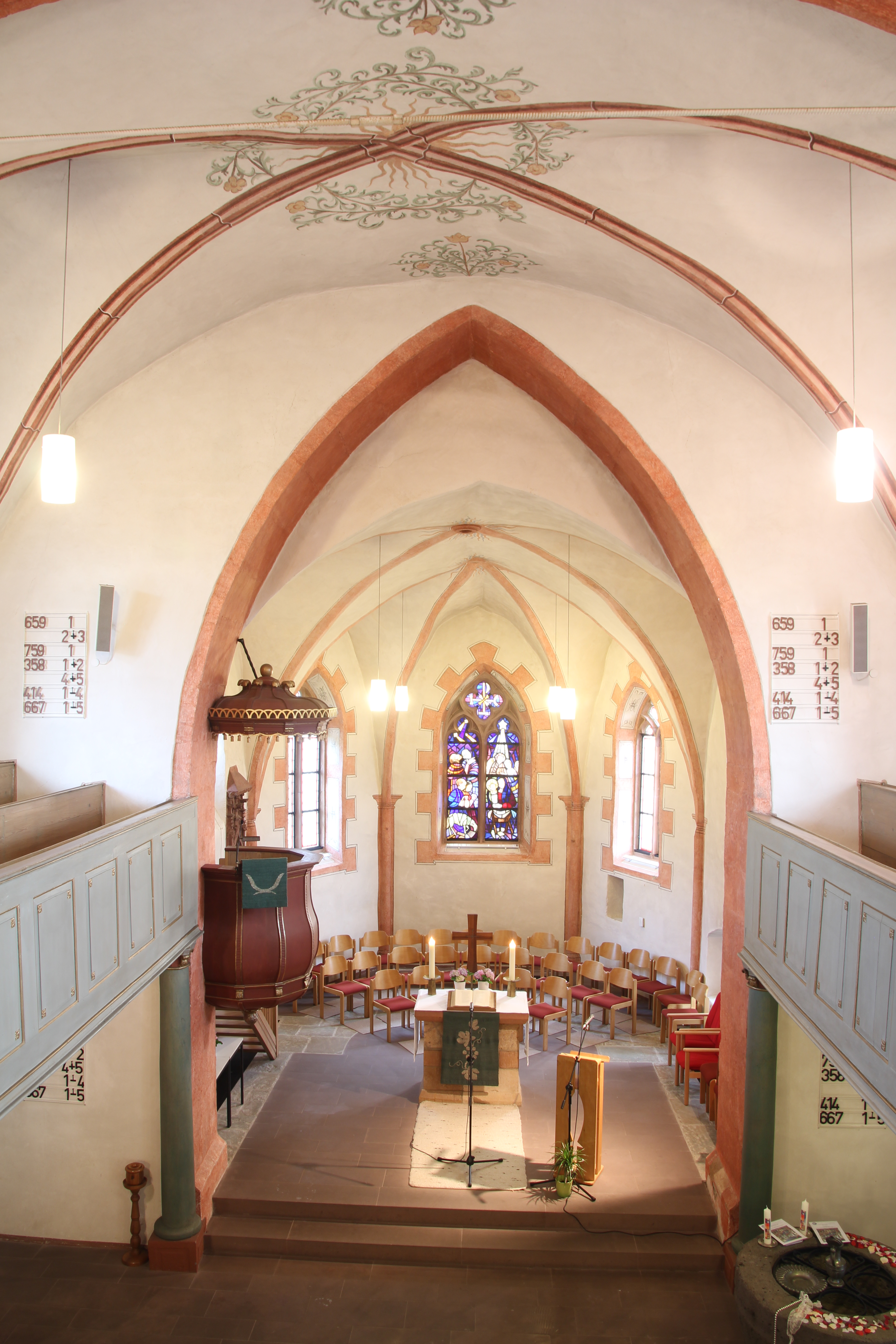
Der Chor, wie er seit 1930 besteht

Die Evangelische Kirche in Dorlar im Lahn-Dill-Kreis (Mittelhessen) ist die ehemalige Klosterkirche des Klosters Dorlar. Das hessische Kulturdenkmal aus romano-gotischer Übergangszeit zwischen 1220 und 1250 zählt zu den ältesten gotischen Kirchen in Deutschland. Die Saalkirche mit Dreiachtelschluss hat zweischalige Maßwerkfenster und einen Haubendachreiter.

## Geschichte
Die heutige Kirche hatte mindestens drei Vorgängerbauten aus karolingischer und ottonischer Zeit. Archäologisch ist eine erste Kirche aus der Mitte des 8. Jahrhunderts mit einem halbrunden Chor nachgewiesen, die über einem Gräberfeld aus fränkischer Zeit errichtet wurde. Um 800 wurde sie durch einen Neubau auf gleichem Grundriss ersetzt. Eine romanische Basilika mit Rechteckchor aus der Zeit um 1000 wurde im Jahr 1218 zerstört und nach 1220 im romano-gotischen Übergangsstil neu errichtet. Urkundlich wird diese Eigenkirche erstmals im Jahr 1257/1258 erwähnt, als Naunheim und Waldgirmes als Filialen angegliedert werden sollten. Eine wundertätige Marienstatue, die im Jahr 1617 in die Koblenzer Jesuitenkirche gelangte, führte ab dem 13. Jahrhundert zu einer kleinen Wallfahrt.
Bedeutsam für die weitere Entwicklung war das Jahr 1297, als Eberhard von Merenberg, ein Domherr zu Speyer, Kirche und Patronat seiner Schwägerin Gertrud von Merenberg schenkte und das Prämonstratenserinnenkloster gegründet wurde. Die Kirche erhielt ihren polygonalen Abschluss und diente den Merenbergern teilweise als Grablege. Im Jahr 1304 wurde das Kloster eröffnet und die Dorfkirche zur Klosterkirche erhoben. Gertrud und ihr Sohn Hartrad, ein Wetzlarer Dompropst, vermachten sie im selben Jahr dem Kloster Dorlar. Die Kirche unterstand dem Patrozinium der Maria. Im Jahr 1337 wird die Pfarrei erstmals erwähnt, die eine Kapelle in Atzbach einschloss. Als das Kloster 1437 aus wirtschaftlichen Gründen aufgelöst und in ein Mönchskloster der Prämonstratenserchorherren umgewandelt wurde, erfolgten ein Umbau der Kirche und die Einwölbung von Langhaus und Chor. 1497 und 1544 werden Naunheim und Waldgirmes als zum Kirchspiel gehörend genannt. Kirchlich war Dorlar im Mittelalter Sendbezirk und dem Archipresbyterat Wetzlar und Archidiakonat St. Lubentius Dietkirchen im Bistum Trier zugeordnet.
Mit Einführung der Reformation schloss sich Dorlar im Jahr 1530 dem Augsburger Bekenntnis an. Die Kirche wurde am 17. März 1532 für 2300 Gulden an Johann von Buseck verkauft und das Kloster aufgehoben. Einer der drei letzten noch verbliebenen Mönche namens Wilhelm Agricola/Ackermann wurde erster Pfarrer des neuen, lutherischen Glaubens und ist urkundlich 1546 nachgewiesen. Bis 1604/1610 war Dorlar Mutterkirche von Atzbach, Naunheim und Waldgirmes.
Bei einer Innenrenovierung im Jahr 1816 erhielt die Kirche ihre heutigen Ausstattungsstücke. Eine weitere Innenrenovierung im Jahr 1930 führte zur Entfernung des Lettners, zur Versetzung der Kanzel an den nördlichen Chorbogen und zur Umsetzung der Orgel vom Chor auf die Westempore. Im Zuge der letzten Renovierung in den Jahren 1985 bis 1987 wurde als Sicherungsmaßnahme außen um das Gebäude ein Ringanker gelegt. Die beiden Stahlglocken des Bochumer Vereins, die 1917 anstelle der abgelieferten Glocken von 1466 (Johann Bruwiller?) und 1633 (Georg Schernbein) aufgehängt wurden, wurden im Jahr 2013 durch neue Bronzeglocken ersetzt.
Die evangelischen Kirchengemeinden Dorlar und Atzbach sind pfarramtlich verbunden und gehören zum Evangelischen Kirchenkreis an Lahn und Dill in der Evangelischen Kirche im Rheinland.

## Architektur

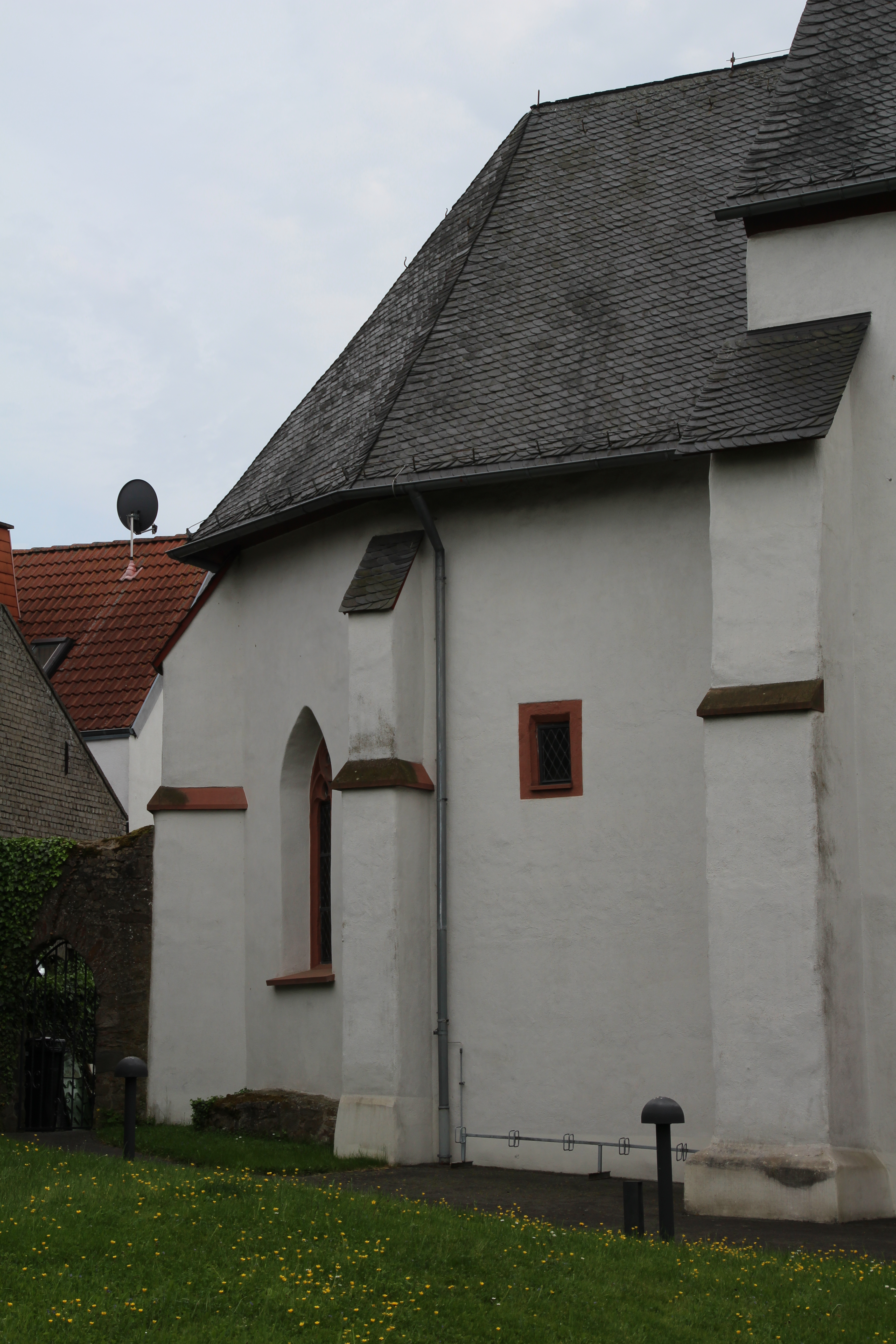
Choranbau (um 1300)

Die geostete Kirche erhebt sich am nördlichen Lahnufer. Im Norden und Süden schließt sich der Kirchhof an, dessen Umfassungsmauern vollständig erhalten sind.
Das einschiffige, dreijochige Langhaus wird im Süden und Norden durch je vier abgestufte Strebepfeiler gegliedert. Drei größere Spitzbogenfenster mit Maßwerk im Süden und drei kleinere Maßwerkfenster im Norden aus frühgotischer Zeit belichten den Innenraum. Auf der Innenseite ist das Maßwerk spätgotisch gestaltet, was in dieser zweischaligen Fertigungsweise in der weiten Umgebung ohne Parallele ist. Beim Nordportal sind die spätgotischen eisernen Beschläge erhalten. Erschlossen wird die Kirche im Westen durch ein modernes Portal. Die Kreuzgratgewölbe haben Gurtbögen über Konsolen. Über dem Ostgiebel erhebt sich ein barockisierender, oktogonaler Dachreiter mit sechsseitiger Laterne aus dem Jahr 1901. Er beherbergt seit 2013 zwei Rincker-Glocken auf den Tönen cis1 und e1 zu 260 und 200 kg. Das Türblatt des Nordportals weist spätgotische Beschläge auf. Das Westportal wurde 1816 gestaltet.
Der Dreiachtelschluss des 13. Jahrhunderts ist eingezogen und niedriger als das Schiff. Das Gratgewölbe ruht auf Runddiensten. Ein frühgotischer Bogen öffnet den leicht erhöhten Chor zum Schiff. Drei spätgotische Maßwerkfenster belichten den Innenraum. Das östliche Chorfenster wurde 1930 von Hans Achenbach aus Siegen entworfen und von J. Wiegmann ausgeführt. Das Weihnachtsfenster zeigt die Anbetung der Hirten. Im Jahr 1987 gestaltete Erhardt Jakobus Klonk aus Oberrosphe das Fenster am alten Südeingang mit einer Darstellung des Pfingstfestes zum Thema „Gnade, Überfluss, Taufe“.

## Ausstattung

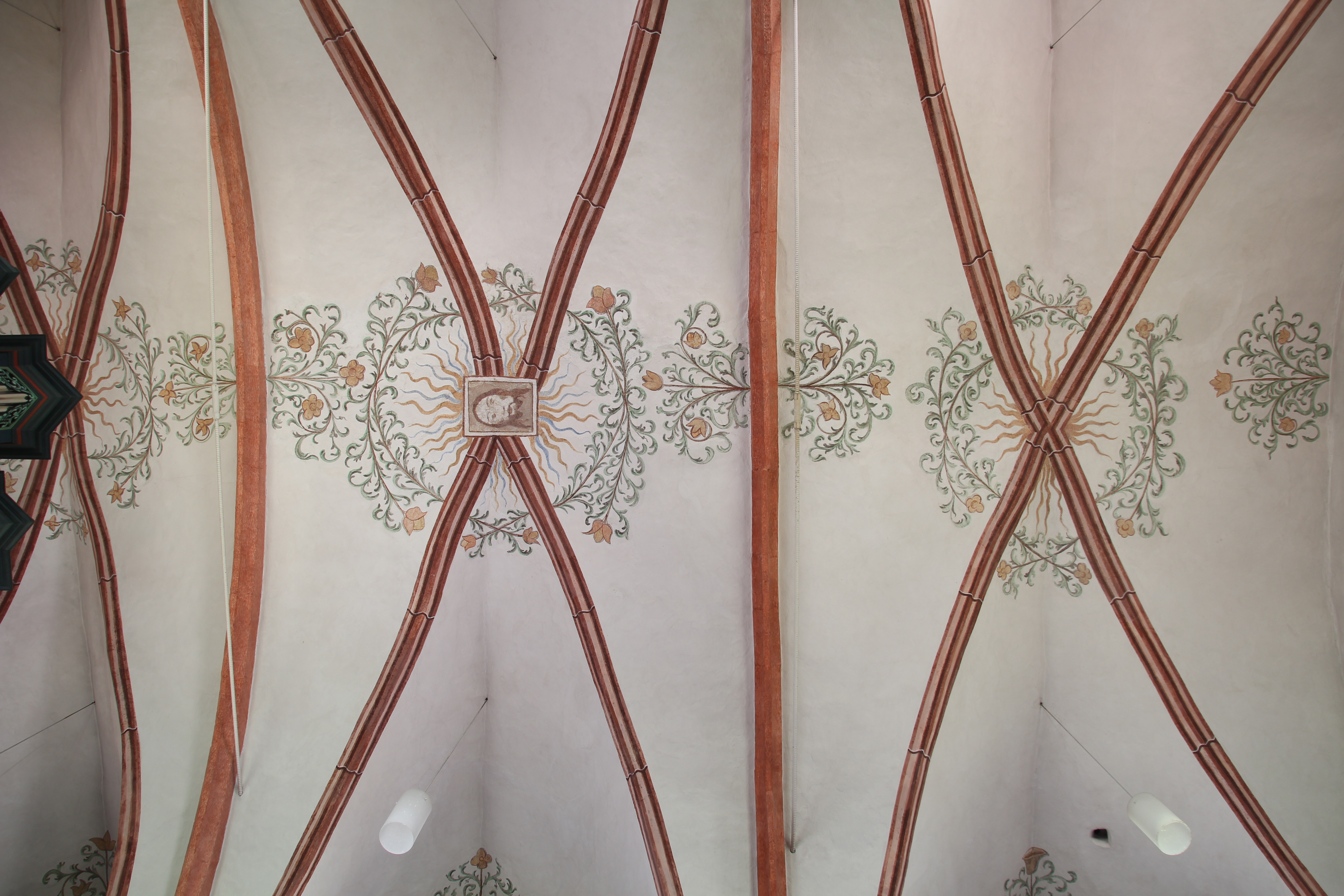
Barocke Deckenmalerei aus dem Jahr 1656. Links der Bildmitte ein Christuskopf

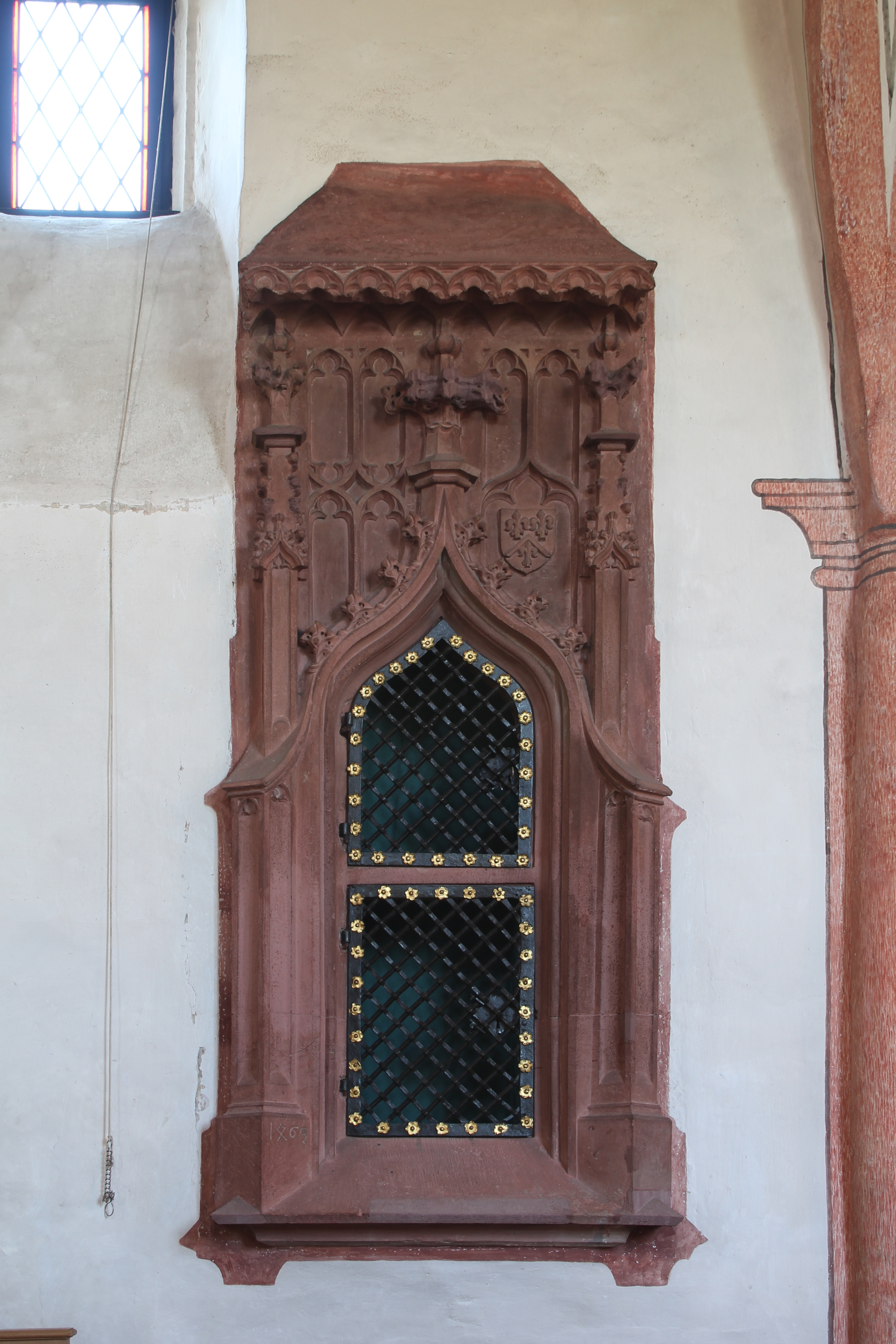
Wandtabernakel von 1463 an der Nordseite im Chor

Der Innenraum im Langhaus wird von einem Kreuzgratgewölbe aus profilierten Gurtrippen überspannt, das auf Konsolen ruht und im Jahr 1437 geschaffen wurde. Die barocke Deckenmalerei aus dem Jahr 1656, die bei der letzten Renovierung freigelegt wurde, zeigt Blumenranken, die ein Bild mit dem Christuskopf auf dem Schweißtuch der Veronika umschließen, von dem Sonnenstrahlen ausgehen. Die farbliche Renaissance-Fassung des Chors entstand um 1665.
Die dreiseitig umlaufende Empore von 1816 ruht auf runden Säulen mit Blattwerkkonsolen und dient im Westen als Aufstellungsort für die Orgel. Unterhalb der Nordempore sind Reste eines Freskos zu sehen, das wahrscheinlich den hl. Christophorus zeigt. Die schlichte, kassettierte Brüstung weist keine Malereien auf. Ältestes Inventarstück ist das romanische Taufbecken aus Lungstein in der Südostecke, das vor 1190 gestaltet wurde und mit einem Hufeisenfries verziert ist. In der Nordseite des Chors ist ein fein gearbeitetes spätgotisches Wandtabernakel von 1463 mit Blendmaßwerk und kielbogenförmiger Öffnung mit der ursprünglichen Gittertür erhalten. Es handelt sich um eine Stiftung des Mutterklosters Rommersdorf.
Der Blockaltar aus bunten Bruchsteinen wird von einer Sandsteinplatte bedeckt. Die bauchige, achteckige Kanzel mit klassizistischem Schalldeckel steht noch in barocker Tradition und bildete zusammen mit dem Orgelprospekt ursprünglich einen Kanzelaltar. Der Kanzelkorb ist mit kleinen Voluten verziert. Der Pinienzapfen unter dem Korb symbolisiert Fruchtbarkeit. Der achteckige Schalldeckel wird von Kordeln und Rankenwerk und einer bekrönenden goldenen Kugel verziert. Die rote Farbfassung der Kanzel ist original.
Ein Grabstein aus rotem Sandstein erinnert an Pfarrer Friedrich Rotenberger († 1699).

## Orgel
Die Orgel baute Friedrich Eichler aus Darmstadt 1987 hinter dem historischen, fünfteiligen Prospekt, dessen ursprüngliche Form und farbliche Fassung rekonstruiert wurden. Der überhöhte, spitze Mittelturm wird von zwei Flachfeldern flankiert, denen sich außen zwei Spitztürme anschließen. Das Instrument verfügt über 16 Register mit insgesamt 945 Pfeifen. Die Disposition lautet wie folgt:

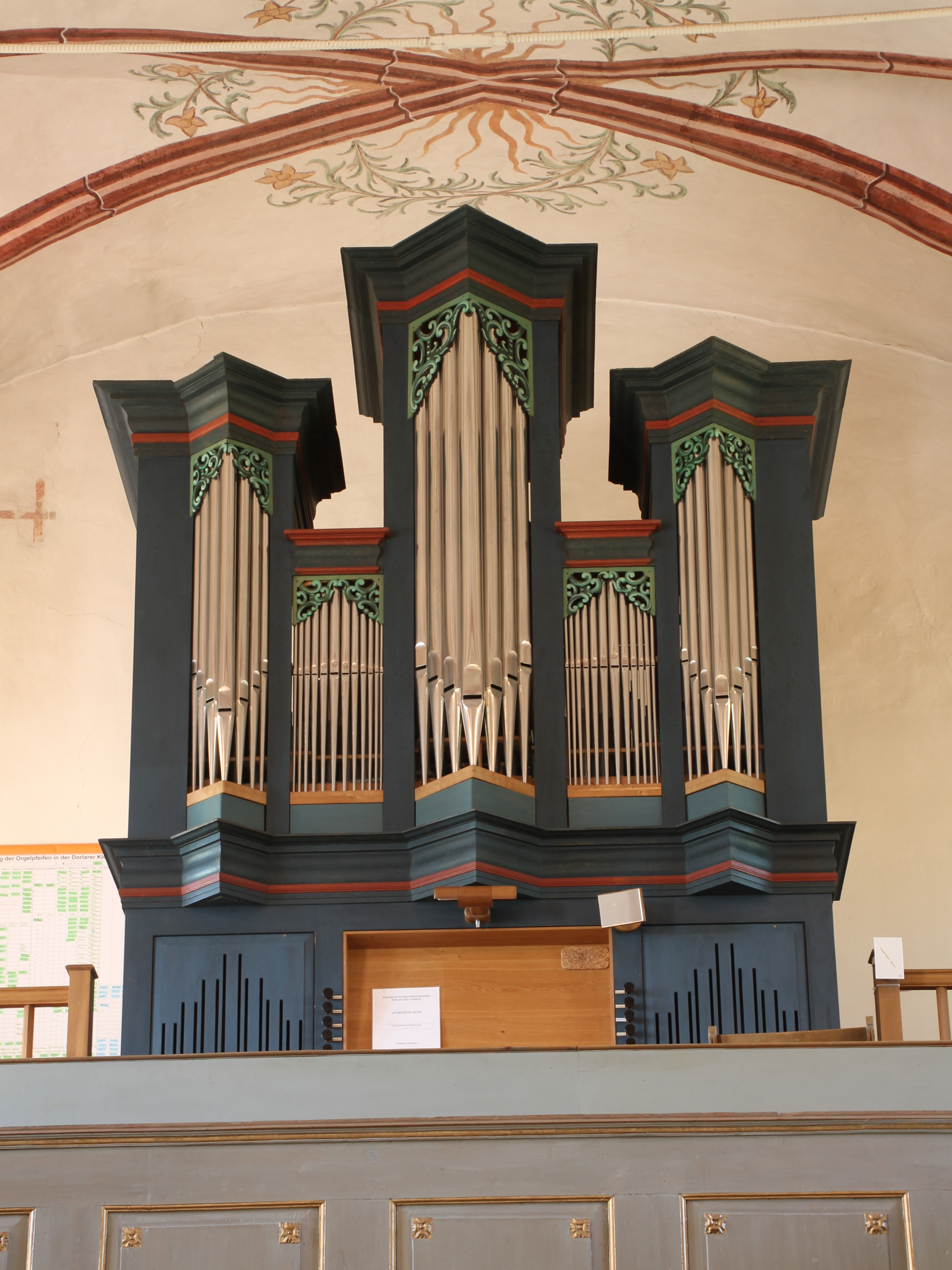
Orgelprospekt

| I Hauptwerk C– |    |
| Bourdon        | 8′ |
| Gambe          | 8′ |
| Praestant      | 4′ |
| Flöte          | 4′ |
| Flageolet      | 2′ |
| Mixtur IV      |    |
| Trompete       | 8′ |

| II Echowerk C– |        |
| Gedackt        | 8′     |
| Rohrflöte      | 4′     |
| Nasard         | 2 ⁄3′  |
| Oktave         | 2′     |
| Terz           | 1 3⁄5′ |
| Cromorne       | 8′     |
| Tremulant      |        |

| Pedal C–   |     |
| Subbass    | 16′ |
| Oktavbass  | 8′  |
| Choralbass | 4′  |

- Koppeln: II/I, I/P, II/P